# يا ليلي ويا ليلة (أغنية)

صورة ألبوم أغنية يا ليلي ويا ليلة

يا ليلي ويا ليلة هي أغنية راب اجتماعية سياسية، صدرت أواخر 2017، لمغني الراب التونسي محمد صالح بلطي، المعروف في الوسط الفني باسم البلطي، التي أداها على شكل ديو برفقة الطفل التونسي حمودة.
لقيت صدى واسعا جداً على مستوى المنطقة المغربية وشمال إفريقيا والشتات المغاربي في العالم، فهي أغنية حققت أكثر من 700 مليون مشاهدة على منصة يوتيوب، في حوالي أقل من سنة ونصف من إطلاقها إلى حدود يناير 2019، والتي ساعدت في ترشح المغني لجائزة الموسيقى الإفريقية AFRIMA المتخصصة في تقييم نجوم الموسيقى في القارة الإفريقية لسنة 2017.

## أرقام
منذ نشرها على اليوتوب في 29 أكتوبر 2017 إلى حدود فبراير 2022، كسرت أغنية «يا ليلي» لفنان الراب التونسي محمد بلطي، الذي أداها برفقة الطفل حمودة، حاجز ال 738 مليون مشاهدة في القناة الرسمية وأكثر من 100 مليون في قنوات أخرى مختلفة، من بلد لا يتجاوز تعداد سكانه ال 10 ملايين نسمة، لتصبح أول أغنية تونسية تحقق هذا الرقم، وأول أغنية راب في شمال إفريقيا والشرق الأوسط تستطيع تحقيق هذا الإنجاز.
وقد حققت حوالي ال 100 مليون مشاهدة في حوالي الشهرين الأولين، علاوة على اكتساحها للقنوات العالمية والمحلية الحرة والرسمية على التلفزيون والراديو ومواقع التواصل الاحتماعي المهتمة دالميدان الفني، لتكون أول أغنية راب تونسية مغاربية تحقق هذه الأرقام القياسية في الشهرين الأولين من إطلاقها.
وهو ما جعل الراب التونسي يشق طريقه نحو التأثير والوجود على الساحة الفنية الإقليمية والإفريقية والعالمية، وفي نفس الوقت إعطاء مكانة وموقع لهذا الفن الحديث الثوري بطبيعته على الساحة المغاربية والشرق أوسطية، في وقت لازالت فيه أغاني الراب المحلية لا تحضى باهتمام كبير، ولا تحقق مشاهدات قياسية في شمال إفريقيا والشرق الأوسط، استطاعت هذه الأغنية من بلد تعداد سكانه حوالي ال 10 ملايين نسمة، الوصول إلى أكثر من 539 مليون مشاهدة في وقت قصير جداً.
وقد أحدثت الأغنية ضجة كبيرة في تونس وعلى المستوى المغاربي وشمال إفريقيا وفي أوساط مغاربة الشتات، لا تزال تسمع على أثير الإذاعات في المنطقة وعلى منصات اليوتيوب والتواصل الاجتماعي.
وقد أعاد أداء الأغنية كلٌّ ببصمته الخاصة، الكثير من المغنين والمواهب واليوتوبرس سواء في شمال إفريقيا والشرق الأوسط أو في دول أخرى خارج دائرة الجنوب المتوسطي بلغات مختلفة.
جدير بالذكر أن الرابور محمد صالح بلطي كان من بين المرشحين لجائزة الموسيقى الإفريقية AFRIMA المتخصصة في توزيع جوائز نجوم الموسيقي في القارة الإفريقية في نفس سنة إطلاق الأغنية 2017.

## الكلمات
- يا ليلي، ويا ليلة
- واش باس نشكيلك يمّا
- و قالولي لا لا
- صغير وفي قلبي غُمّة
- نحب نطير ونطير الفوق
- يحبوا يقصولي جناحي
- وليدك راني مخنوق
- ومنك طالب سماحي
- الحومة الكلها موحلة
- دوڨ دوڨ دوڨ، كلها تشوف الدنيا كحلة
- صحراء قاحلة (صحراء قاحلة)
- دوڨ دوڨ دوڨ، باش تشوف الدنيا أحلى
- والحومة مفحلة (والحومة مفحلة)
- دوڨ دوڨ دوڨ، تستنى في عسل النحلة
- صبورة كحلة (صبورة كحلة)
- هزنا الطيار ورمانا في عقاب الرحلة، ياه
- ضايع بين الحيوط
- وما لقيتش بلاصة، حومة بين بلاد الرهوت يما
- خلوني بالشيخة مزموت
- وحكمونا سرّاقة والكراسي بالهبوت ياه
- نحب نشد الروت ونقلب المناظر
- نقلب وجهي من هنا يمّا
- ما نحب نعيش الحياة بالموت
- نوفا كيما ولد الجارة بالشيخة تبلى
- يا ليلي، ويا ليلة
- واش باس نشكيلك يمّا
- و قالولي لا لا
- صغير وفي قلبي غُمّة
- نحب نطير ونطير الفوق
- يحبوا يقصولي جناحي
- وليدك راني مخنوق
- ومنك طالب سماحي
- ريوس الرجالة مايلة (مايلة)
- رزنت بالتخمام وبالشيخة الأمخاخ مبيلة
- ولاد الحومة اشواطن مقيلة
- الشر في العينين، بالخير ماهيش مستفايلة
- يحبوا يسوقونا كيف الزايلة
- ومربوط في زريبة وخطوط الساقين مكيلة
- يحبوك برّي ما عندكشي عائلة
- نعيشو في سيستام حكموه ولاد المتحيلة ياه
- يحبوك غايب عن الوجود
- ساكت على حقك وراضي بلّي يحبوه موجود يمّا
- تجري وماكش خالط على القوت
- آش خلّا ولاد الحومة ڨطّع ڨطّع من الحدود ياه
- صيد في قفصك مربوط
- والضبع مسيّب وزيد كلالك عشاك يمّا
- يحبوك قاعد في زنقة مرفود
- والمستقبل تشوف فيه متعدّي بحذاك
- يا ليلي، ويا ليلة
- واش باس نشكيلك يمّا
- وقالولي لا لا
- صغير وفي قلبي غُمّة
- نحب نطير ونطير الفوق
- يحبوا يقصولي جناحي
- وليدك راني مخنوق
- ومنك طالب سماحي
- يا ليلي، ويا ليلة
- واش باس نشكيلك يمّا
- وقالولي لا لا
- صغير وفي قلبي غُمّة
- نحب نطير ونطير الفوق
- يحبوا يقصولي جناحي
- وليدك راني مخنوق
- ومنك طالب سماحي